# Leptogenys borneensis
Leptogenys borneensis är en myrart som beskrevs av Wheeler 1919. Leptogenys borneensis ingår i släktet Leptogenys och familjen myror. Inga underarter finns listade i Catalogue of Life.